# Valfornace
Valfornace è un comune italiano sparso di 870 abitanti della provincia di Macerata nelle Marche. È stato istituito il 1º gennaio 2017 dalla fusione dei comuni di Fiordimonte e Pievebovigliana. Vanta la bandiera arancione ottenuta dal comune di Pievebovigliana nel 2006.

## Monumenti e luoghi d'interesse

### Pievebovigliana
- Chiesa di  San Giusto (XI secolo) - in località San Maroto, capolavoro romanico con 4 cappelle addossate al corpo centrale, conserva nel campanile resti di affreschi trecenteschi.[5]
- Chiesa di Santa Maria Assunta (XII secolo) - romanica in origine, ma modificata all'interno nel '700, conserva un'interessante cripta divisa in 5 navatelle da colonne, alcune delle quali di origine romana.[5]
- Chiesa del Crocifisso (XIII secolo).
- Castello di Beldiletto - eretto probabilmente nella prima metà del XIV secolo appartenne ai Da Varano di Camerino, poi trasformato dalla stessa famiglia in villa verso la fine del 400.[4]
- Museo Comunale - costituito tra gli altri dal Museo civico, dal Museo archeologico, dal Museo storico del territorio e dal Museo della Civiltà Contadina.[4]
- Oasi naturale del Lago di Polverina - lago artificiale creato con lo sbarramento del fiume Chienti, di grande importanza faunistica per la protezione di svariate specie di uccelli.[5]

### Fiordimonte
- Chiesa di S. Antonio - conserva la "Crocifissione tra Madonna e Santi" di Girolamo di Giovanni[4]
- Chiesa di Santa Maria Assunta
- Chiesa di San Marco ad Alfi al cui interno è una Madonna col Bambino e quattro santi, di Nobile da Lucca, del 1513.[6]

## Geografia antropica

### Frazioni o nuclei abitati
Alfi, Arciano, Campi, Colle San Benedetto, Cupa, Fiano, Frontillo, Isola, Marzoli, Nemi, Petrignano, Quartignano, Roccamaia, San Giusto, Taro, Valle e Castello, Vico di Sopra, Vico di Sotto, Villanova di Sopra, Villanova di Sotto.

## Società

### Evoluzione demografica
Abitanti censiti

## Amministrazione
| Periodo         | Periodo        | Primo cittadino  | Partito        | Carica                  | Note |
| --------------- | -------------- | ---------------- | -------------- | ----------------------- | ---- |
| 11 gennaio 2017 | 11 giugno 2017 | Giuseppe Ranieri | -              | Commissario prefettizio |      |
| 12 giugno 2017  | 12 giugno 2022 | Massimo Citracca | Per Valfornace | Sindaco                 |      |
| 13 giugno 2022  | in carica      | Massimo Citracca | Per Valfornace | Sindaco                 |      |

## Galleria d'immagini

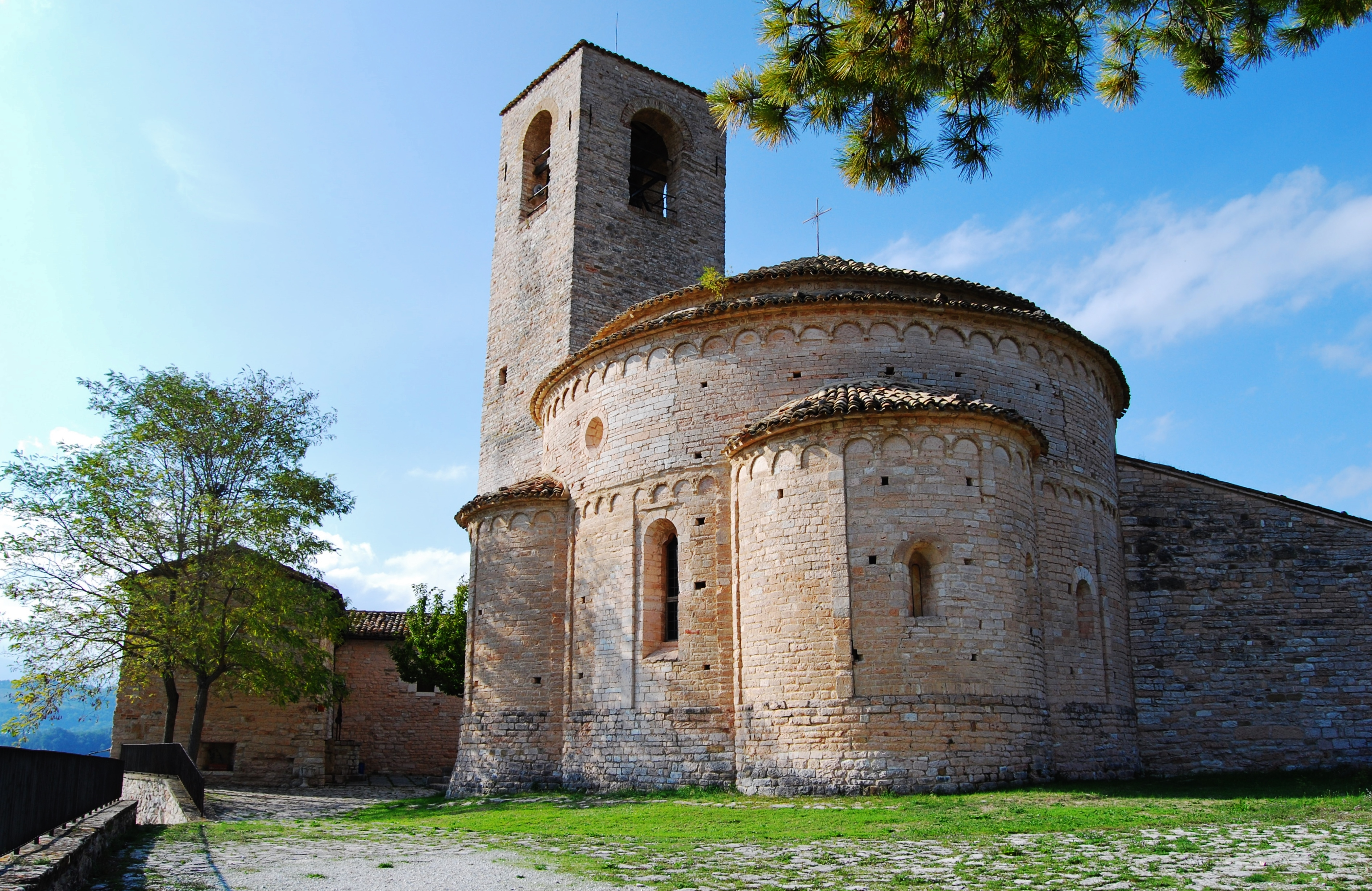
Chiesa di San Giusto
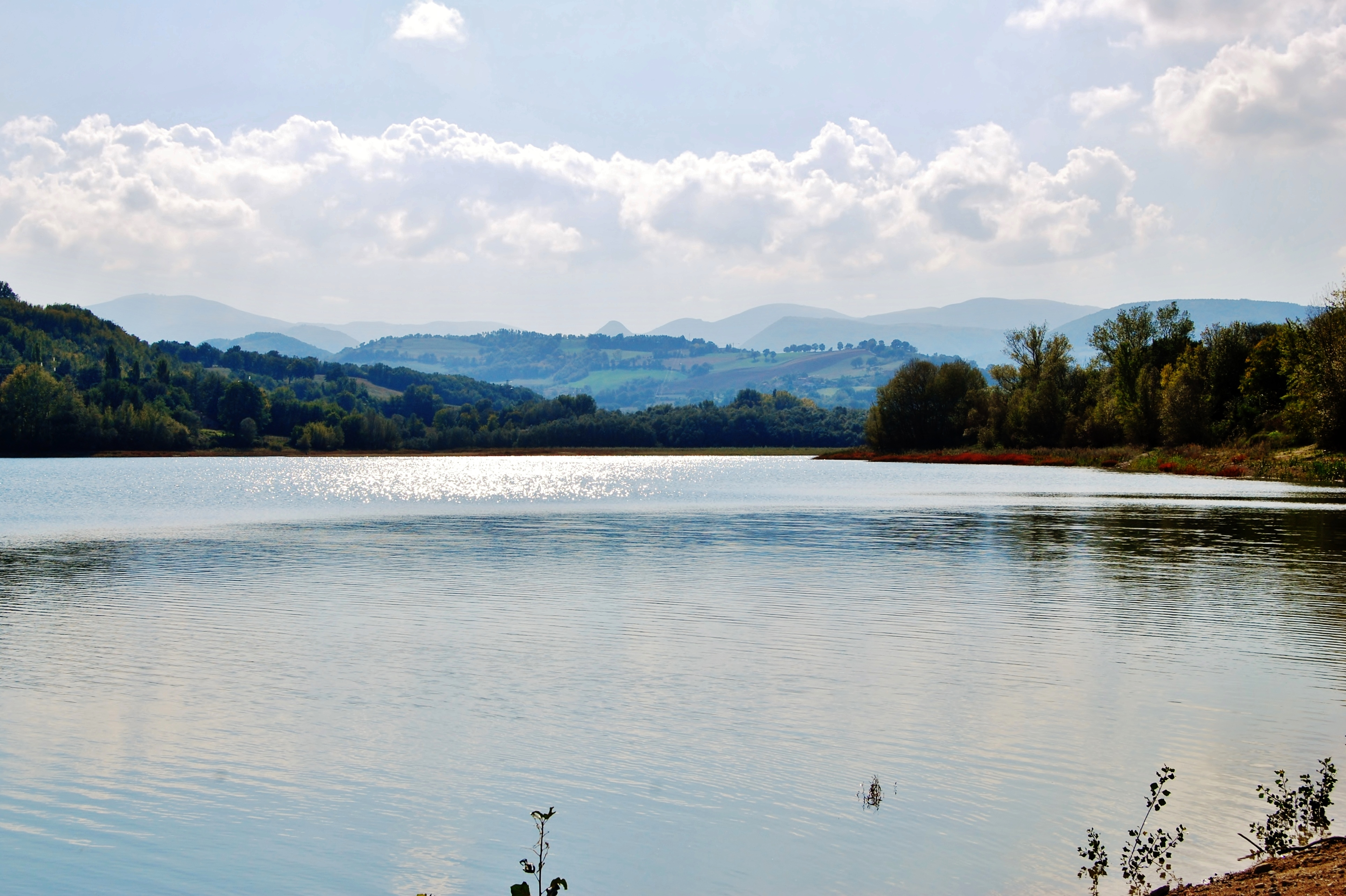
Lago di Polverina
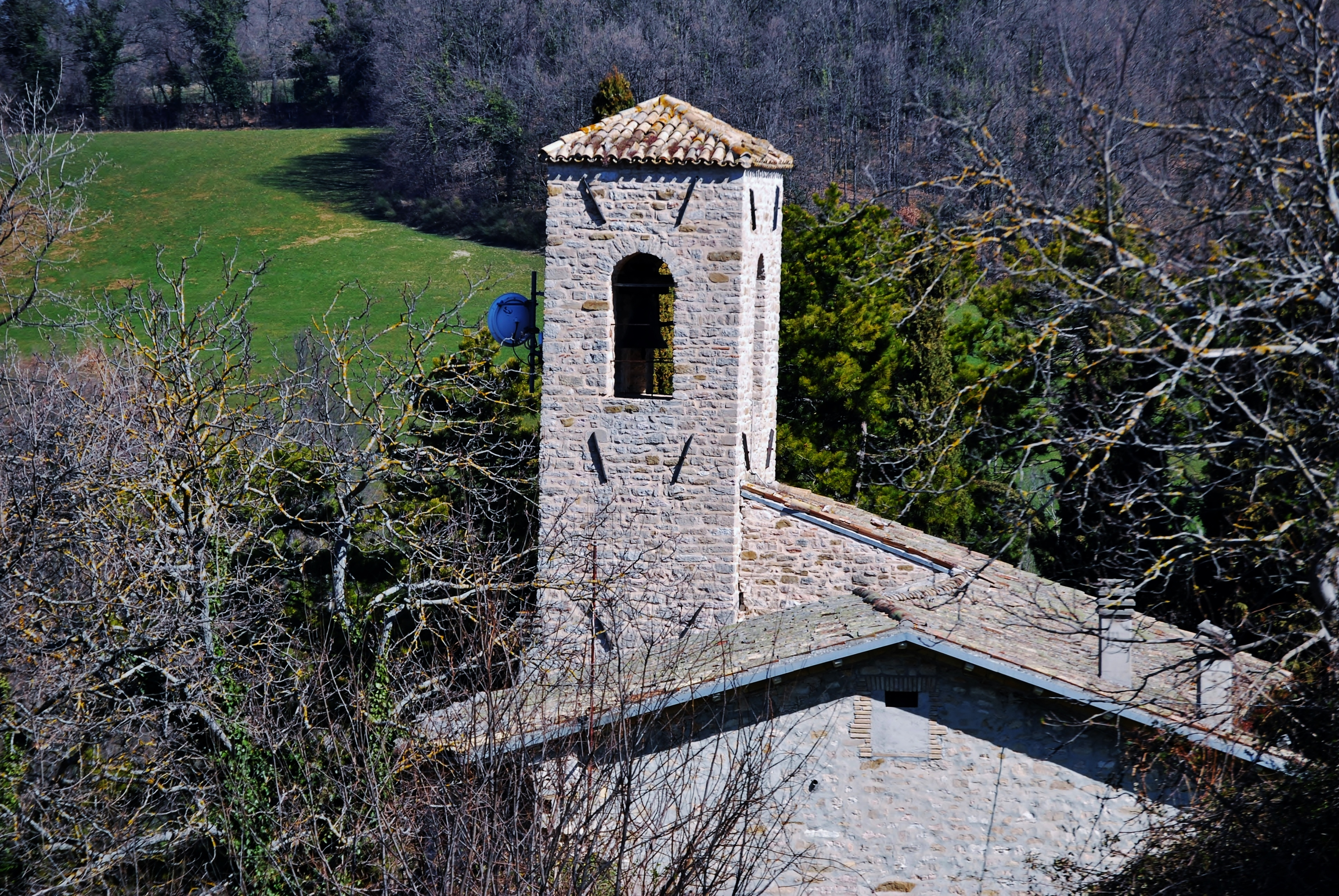
Chiesa di S. Antonio